# Giornale di Sicilia

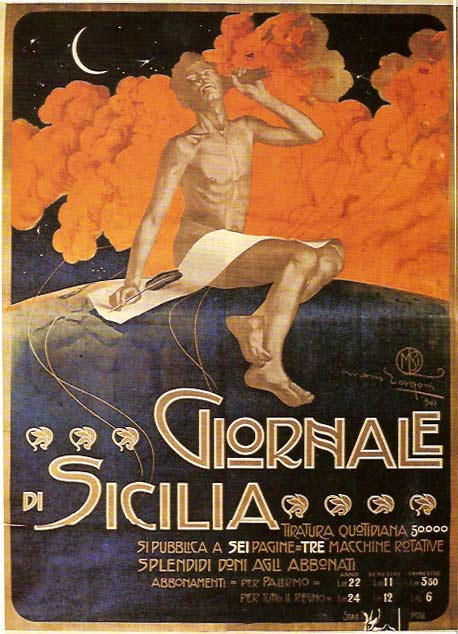
Werbung für das Giornale di Sicilia; von Mario Borgoni (1903)

Giornale di Sicilia ist eine italienische Tageszeitung mit Stammsitz in Palermo. Die politische Ausrichtung ist eher konservativ-zentristisch. Auf Sizilien ist das Giornale di Sicilia die meistverkaufte Tageszeitung. Seit August 2017 gehört sie dem Verlag der Gazzetta del Sud in Messina.

## Geschichte
Die Zeitung wurde im Jahr 1860 von Girolamo Ardizzone gegründet, zugleich der erste Chefredakteur. Kurz nachdem Giuseppe Garibaldi mit seinen eintausend Freischärlern  auf Sizilien gelandet („Zug der Tausend“) war, erschien sie erstmals am 7. Juni 1860 unter dem Namen Giornale officiale di Sicilia (Offizielle Zeitung Siziliens). Damit ist Giornale di Sicilia auch eine der ältesten Zeitungen Italiens. Die Mehrheit der Anteile befindet sich nach wie vor in den Händen der Familie Ardizzone. Der gegenwärtige Herausgeber ist Antonio Ardizzone.
Am 26. Januar 1979 wurde Mario Francese, der damalige Kriminalreporter des Giornale di Sicilia, in Palermo von der Cosa Nostra, der sizilianischen Mafia, erschossen.
In den letzten Jahren dagegen machte die Zeitung unter anderem durch ihre wiederholten Kontroversen mit dem ehemaligen Bürgermeister von Palermo, Leoluca Orlando, und der kommunistischen Partei Italiens von sich reden.

## Verbreitung
Giornale di Sicilia wird gegenwärtig in 10 verschiedenen Ausgaben veröffentlicht und erscheint in je einer Version für Palermo, Trapani, Agrigent, Marsala, Gela, Caltanissetta, Messina, Catania, Enna sowie für Syrakus und Ragusa und deckt damit alle Provinzen Siziliens ab. Im Dezember 2007 lag die Auflage des Giornale di Sicilia bei etwa 64.000 Exemplaren.